# Theridion manjithar
Theridion manjithar är en spindelart som beskrevs av Benoy Krishna Tikader 1970. Theridion manjithar ingår i släktet Theridion och familjen klotspindlar. Inga underarter finns listade i Catalogue of Life.